# Afono
Afono è un villaggio delle Samoa Americane appartenente alla contea di Sua del Distretto orientale. Ha una superficie di 3 km e in base al censimento del 2000, ha 530 abitanti.
Parte del territorio del villaggio rientra nel Parco nazionale delle Samoa americane.

## Infrastrutture e trasporti

### Principali arterie stradali
- American Samoa Highway 006, principale collegamento stradale del territorio.